# 阙端麟
阙端麟（1928年5月19日—2014年12月17日），男，福建福州人，中国半导体材料专家。浙江大学教授，原副校长。

## 生平
1951年毕业于厦门大学。
2014年12月17日15时58分因病医治无效在杭州逝世，享年87岁。

## 学术贡献
阙端麟是中國大陸较早开始半导体材料教学与科学研究的学者之一。试制成中國大陸第一台温差电发电机，在硅烷提纯和高纯多晶硅制备等方面取得突破，所负责的探测器级特高阻硅单晶的“六五”攻关研究项目取得圆满成功，发展了硅单晶单色红外光电导衰减少子寿命测试技术，发明了减压充氮直拉硅单晶生长技术。研究的多项成果都应用于生产实际，取得突出成绩。

## 社会兼职
曾任九三学社中央委员会常务委员、浙江省委员会主任委员，浙江省政协副主席、浙江省科学技术协会主席。

## 荣誉
1991当选为中国科学院院士（学部委员）。